# Xã East Side, Quận Mille Lacs, Minnesota
Xã East Side (tiếng Anh: East Side Township) là một xã thuộc quận Mille Lacs, tiểu bang Minnesota, Hoa Kỳ. Năm 2010, dân số của xã này là 620 người.